# Erdem Tsydypov
Erdem Tumenovich Tsydypov (en ruso: Эрдэм Тумэнович Цыдыпов; 30 de mayo de 1997) es un deportista ruso que compite en tiro con arco, en la modalidad de arco recurvo. Ganó tres medallas en el Campeonato Europeo de Tiro con Arco en Sala, en los años 2019 y 2022.

## Palmarés internacional
| Campeonato Europeo en Sala | Campeonato Europeo en Sala | Campeonato Europeo en Sala | Campeonato Europeo en Sala |
| Año                        | Lugar                      | Medalla                    | Prueba                     |
| -------------------------- | -------------------------- | -------------------------- | -------------------------- |
| 2019                       | Samsun (Turquía)           | Medalla de oro             | Equipo                     |
| 2019                       | Samsun (Turquía)           | Medalla de bronce          | Individual                 |
| 2022                       | Laško (Eslovenia)          | Medalla de bronce          | Individual                 |